# 파벨 쿠비나
파벨 쿠비나(체코어: Pavel Kubina, 1977년 4월 15일~)는 체코의 은퇴한 아이스하키 선수로 포지션은 수비수이다. 내셔널 하키 리그(NHL)의 탬파베이 라이트닝과 토론토 메이플리프스, 애틀랜타 스래셔스, 필라델피아 플라이어스에서 뛰면서 NHL 통산 970경기를 뛰었다. 
체코 국가대표로 활약하여 2006년 동계 올림픽에서 동메달을 획득하였으며, 세계 선수권 대회에서 3회 우승을 차지했다.

## 클럽 경력
첼라드나 출신으로 체코의 프로 아이스하키 리그인 엑스트랄리가의 HC 비트코비체의 유소년 선수로 뛰었으며, 1994년부터 성인 선수로 뛰었으며, 1996년 NHL 드래프트 7라운드에서 전체 순위 179위로 탬파베이 라이트닝의 지명을 받았다.
이후 1996년에 북아메리카로 건너가 주니어 리그인 웨스턴 하키 리그(WHL)의 팀이자 캐나다 서스캐처원주의 무스조를 연고로 한 무스조 워리어스에서 수비수로 한 시즌을 뛰었으며, 이후 1997–98 시즌부터 탬파베이 라이트닝에 입단하여 NHL 경력을 시작했다. 탬파베이 라이트닝에서 10경기를 뛴 후 아메리칸 하키 리그(AHL)의 애디론댁 레드윙스에서 임대 되어 55경기에 출전하며 시즌의 나머지를 보냈다. 1998–99 시즌에도 탬파베이 라이트닝에서 인터내셔널 하키 리그(IHL)의 클리블랜드 럼버잭스로 임대되어 6경기에 출전하여 4득점을 기록했다.
이후 탬파베이 라이트닝의 주요 수비수로 활동하여 방어에 치중 되지 않은 공격적인 경기 운영 방식으로 팬들에게 신뢰를 쌓았으며, 2003–04 시즌에는 탬파베이 라이트닝 팀 최초의 스탠리 컵을 들어올리는 데에 공헌했고, 2004년 NHL 올스타전에도 참여했다. 그러나 탬파베이 라이트닝의 선수들은 파업을 선언하며 NHL 록아웃이 일어나자 자신의 고국 체코의 HC 비트코비체로 돌아와 팀의 주장을 맡으며 28경기에 뛰며 득점 포인트 10점을 기록하였다. 
다시 북아메리카로 돌아온 후에는 계속 탬파베이 라이트닝에서 뛰다가 2006년 여름에 계약이 만료된 후에 연봉 2천만 달러로 토론토 메이플리프스와 4년 계약을 맺었다. 그러나 쿠비나는 프리 시즌에 디트로이트 레드윙스와의 경기에서 디트로이트의 이르지 후들레르의 크로스체킹으로 인해 부상을 당하여 토론토 첫 시즌 초반에는 뛰지 못했다. 복귀한 후 토론토의 주요 수비수로 뛰었으나 플레이오프에는 진출하지 못했다. 2009년 7월 1일에는 가넷 엑셀비와 함께 애틀랜타 스래셔스의 팀 스테이플턴, 콜린 스튜어트와 트레이드되어 애틀랜타 스래셔스에 입단하였다. 쿠비나는 스래셔스에서 76경기에 출전하고 어시스트 32개를 기록하여 38득점을 냈고, 팀내 수비수 중 두 번째로 높은 득점 포인트를 기록하며 시즌을 마쳤다. 이후 2010년 7월에 자신의 첫 NHL팀인 탬파베이 라이트닝과 재계약을 맺었다. 
2012년 2월 18일에 2013년 NHL 드래프트에서 필라델피아 플라이어스에게 지명된 조너선 캘린스키와 트레이드가 되며 필라델피아 플라이어스로 이적했으며, 17경기에 출전하여 어시스트 4개를 기록하였다. 이후 2013년 2월에 스위스의 프로 아이스하키 리그인 내셔널 리그A의 제네브세르베트 HC에 입단하여 3경기에 출전하고 어시스트 1개를 기록한 후 그 해 12월 20일에 은퇴했다.

## 국가대표팀 경력
1995년 12월에 체코 주니어 국가대표팀에 발탁되어 미국 보스턴에서 열린 1996년 세계 주니어 선수권 대회에 참가하여 6경기에 출전하여 어시스트 2개를 기록하였다. 체코는 동메달 결정전에서 러시아에게 1-4로 패하여 4위를 기록했다.
1999년에 성인 국가대표로 발탁되었으며, 그 해 4월 22일에 플젠에서 열린 러시아와의 친선 경기를 통해 첫 성인 대표팀 경기를 뛰었다. 같은 해 5월에 노르웨이에서 열린 1999년 세계 선수권 대회에서 10경기에 출전하여 2골을 넣었으며, 6개의 어시스트를 기록하였고 체코는 결승에서 핀란드를 꺾고 우승하였다. 이후 2001년에 다시 국가대표로 발탁되어 독일에서 열린 세계 선수권 대회에 참가하여 9경기에 출전하여 2골을 넣고 어시스트 3개를 기록했다. 체코는 결승전에서 핀란드를 3-2로 꺾고 우승을 차지했다. 
이듬해인 2002년 2월에는 미국 솔트레이크시티에서 열린 2002년 동계 올림픽에 체코 국가대표로 참가하여 4경기에 출전하였으며 캐나다와의 경기에서 어시스트 1개를 기록했다. 같은 해 4월에는 스웨덴에서 열린 2002년 세계 선수권 대회에 참가하였으며, 7경기에 출전하여 3골을 넣고 어시스트 4개를 기록했다. 체코는 8강에서 러시아에게 1-3으로 패하여 5위로 대회를 마쳤다. 3년 후인 2005년에 다시 국가대표로서 오스트리아에서 열린 2005년 세계 선수권 대회에 참가하여 9경기에서 2골을 넣고 어시스트 2개를 기록했다. 체코는 결승에서 캐나다를 3-0으로 물리치고 우승을 차지했다. 
이듬해인 2006년에는 이탈리아 토리노에서 열린 2006년 동계 올림픽에 대표팀 부주장으로 참가하였다. 쿠비나는 토리노 올림픽에 8경기에 출전했으며, 조별 예선인 독일과의 경기에서 토마시 보코운과 함께 토마시 카베를레의 골을 어시스트하여 팀의 4-1 승리에 기여했으며, 캐나다와의 경기에서 야로미르 야그르와 마르틴 루친스키의 어시스트로 골을 넣었다. 체코는 준결승에서 스웨덴 대표팀에게 3-7로 패하였으나 동메달 결정전에서 러시아를 3-0으로 꺾으며, 동메달을 획득했다. 이후 4년 후에 다시 올림픽 국가대표로 발탁되어 캐나다 밴쿠버에서 열린 2010년 동계 올림픽에 참가하여 5경기에 출전했고, 득점은 없었다.